# Lindsey Horan
Lindsey Michelle Horan, född den 26 maj 1994 i Golden, Colorado, är en amerikansk fotbollsspelare (mittfältare) som spelar för Portland Thorns och USA:s landslag.

## Klubblag
Lindsey Horan inledde sin karriär i Colorado Rush men lämnade USA redan som 18-åring för att ansluta till Paris Saint-Germain år 2012. Där spelade hon fram till januari 2016 då hon åter bytte klubbadress och värvades till Portland Thorns FC där hon fortfarande spelar. Horan var en av fem spelare som nominerades till BBC Women's Footballer of the Year 2019.

## Landslaget
Horan spelade sin första VM-turnering när hon togs ut till den amerikanska trupp som deltog i VM i Frankrike år 2019. Hon beskrivs av FIFA som en av de mest tekniskt skickliga spelarna i USA:s lag, och hon utgör länken mellan försvars- och anfallsspelet. Inför turneringen hade hon gjort 8 mål på 68 landskamper.
Lindsey Horan har även gjort 22 mål på 22 landskamper för USA:s U20-landslag.